# Ahtopol Peak
Der Ahtopol Peak (englisch; bulgarisch връх Ахтопол wrach Achtopol) ist ein 510 m hoher und spitzer Berg auf der Livingston-Insel im Archipel der Südlichen Shetlandinseln. In den Vidin Heights ragt er 1,2 km südöstlich des Miziya Peak, 4,1 km nordöstlich des Leslie Hill und 6,6 km nördlich des Melnik Peak auf.
Bulgarische Wissenschaftler nahmen zwischen 2004 und 2005 Vermessungen vor und benannten ihn. Namensgeber ist die Küstenstadt Achtopol im Osten Bulgariens.